# Ling Liong Sik
Ling Liong Sik (xinès tradicional: 林良實, xinès simplificat: 林良实, pinyin: Lín Liángshí, nascut el 18 de setembre de 1943) És una figura política de Malàisia. Va exercir com a ministre de Transports de Malàisia i president de MCA de 1986 a 2003.
El 4 de febrer de 1988, Ling Liong Sik va ser nomenat primer ministre de transició de Malàisia fins al 16 de febrer del mateix any.
El 27 d'octubre de 2015, el primer ministre de Malàisia, Najib Razak, va presentar una demanda contra Ling Liong Sik per difamació. A la denúncia, va al·legar que Ling Liong Sik va fer comentaris difamatoris acusant-lo de participar en l'escàndol 1MDB mentre assistia a un esdeveniment el 3 d'octubre d'aquell any i el va publicar en un lloc web de notícies. El 22 de maig de 2018, Najib va retirar la demanda i va acceptar pagar una taxa de 25.000 RM.
També és un dels polítics xinesos més influents de la Malàisia contemporània.

## Vida personal
Està casat amb Ong Ee Nah i té dos fills: Ling Hee Leong i Ling Hee Keat.